# Else Boy
Else Boy, bürgerlich Else Wölffer (* 8. April 1910 in Deutschland; † 22. März 2001 in Lübeck), war eine deutsche Sängerin und Schauspielerin bei Bühne und Film.

## Leben und Wirken
Else Boy begann ihre Laufbahn als Sängerin in der Provinz (etwa 1927/28 am Osnabrücker Stadttheater und 1933/34 an der Operette des Ulmer Stadttheaters), ehe sie nach Berlin kam. An der Seite ihres Gatten, des Theaterleiters, Regisseurs und Intendanten Hans Wölffer machte sie in der deutschen Hauptstadt fortan Karriere an den von ihm bis kurz vor Kriegsende geführten Häusern Komödie und Theater am Kurfürstendamm. Nach 1945 ging das Ehepaar nach Hamburg, wo Boy erneut unter der Leitung ihres Gatten, nunmehr an der dortigen Komödie, ihre Bühnenlaufbahn fortsetzte. Im Lauf der frühen 1950er Jahre zog sich Else Boy von der Theaterarbeit ganz zurück, zumindest sind keine Festengagements mehr feststellbar.
Zu Beginn ihrer Schwangerschaft (siehe unten) trat Else Boy im Frühjahr 1936 das erste Mal vor die Kamera. Im Film kam sie jedoch nicht über Nebenrollen hinaus und bei Kriegsbeginn 1939 endete bereits nach nur sechs Produktionen, darunter Zu neuen Ufern (1937), wo sie die Filmpartnerin von Zarah Leander war und Der singende Tor (1939), wo man sie an der Seite von Italiens Gesangsstar Beniamino Gigli sehen konnte, ihre Leinwandlaufbahn. Nach dem Krieg wirkte sie beim Film nur noch als Synchronsprecherin ausländischer Produktionen (z. B. bei dem französischen Streifen Der letzte Trumpf).
Der Ehe mit Hans Wölffer entstammten die Söhne Jürgen Wölffer und Christian Wölffer (1942–2015), die ebenfalls den Schauspielberuf ergriffen.

## Filmografie (komplett)
- 1936: Schlußakkord
- 1937: Zu neuen Ufern
- 1938: Das Ehesanatorium
- 1938: Ein Lied von Liebe (Kurzfilm)
- 1939: Der singende Tor
- 1939: La casa lontana (italienische Fassung von Der singende Tor)
- 1939: Rote Mühle